# Apostolische Gemeinde Wiesbaden
Die Apostolische Gemeinde e.V. Wiesbaden (AG Wiesbaden) entstand 1988/89 als Abspaltung von der Neuapostolischen Kirche (NAK) unter Führung von Apostel Hermann Gottfried Rockenfelder, unter anderem wegen abweichender Lehrauffassungen über das Prophetenamt.

## Entstehung
Hermann Gottfried Rockenfelder (1932–2001), Sohn des Bezirksapostels Gottfried Rockenfelder, war von 1976 bis 1985 Apostel in der Neuapostolischen Kirche. Rockenfelder jr. hatte in etlichen Punkten von der neuapostolischen Glaubenslehre abweichende Ansichten. Nachdem sein Vater 1984 in den kirchlichen Ruhestand verabschiedet worden war, d. h. sein Amt als Bezirksapostel nicht mehr ausübte, brach zwischen ihm und Klaus Saur, dem Amtsnachfolger seines Vaters als Bezirksapostel für Hessen, ein Konflikt aus. Rockenfelder jr. wurde von der neuapostolischen Kirchenleitung mehrfach ermahnt und gab im Januar 1985 sein Amt zurück. Im Verwaltungsbereich des Apostels Rockenfelder jr. soll es außerdem zu finanziellen Unregelmäßigkeiten gekommen sein, indem Spendengelder der Kirchenmitglieder von Rockenfelder veruntreut wurden.
Als er in der nachfolgenden Zeit weiterhin gelegentlich Gottesdienste hielt und andere aufgrund seiner Suspension kirchenrechtlich nicht mehr statthafte Handlungen vornahm, wurde Rockenfelder nach weiteren Ermahnungen am 29. Dezember 1989 aus der Neuapostolischen Kirche ausgeschlossen. Kurz darauf gründete er die Apostolische Gemeinde e. V. Wiesbaden. Ihm folgten etwa 140 neuapostolische Amtsträger und etwa 2.000 Anhänger aus rund 40 hessischen Gemeinden. Schwerpunkte der Trennung lagen vor allem im Raum Wiesbaden, Gießen und dem mittelhessischen Biebertal. Auch im Raum Stuttgart sammelte Rockenfelder vereinzelt Mitglieder.
Zusammen mit Walter Heubach (1918–1990) wurde Rockenfelder die zentrale Figur in der Apostolischen Gemeinde. Heubach war in den vorangegangenen Jahren als „Prophet“ aufgetreten. Er behauptete, seine „Offenbarungen“ und prophetischen Dienste wären vom Bezirksapostel Gottfried Rockenfelder sowie von den Stammaposteln Schmidt und Streckeisen vielfach in Anspruch genommen worden.
Als erste Änderung zur Neuapostolischen Kirche wurde in der Apostolischen Gemeinde e. V. das Stammapostelamt abgeschafft. Fortan sollte der Heilige Geist an der Spitze der Kirche stehen. Die Apostolische Gemeinde sollte von einem Kollegium des Vierfachen Amtes (Apostel, Prophet mit dem Apostel, Hirte mit dem Apostel, Evangelist mit dem Apostel) geleitet werden.
Rockenfelder suchte Kontakte zu anderen apostolischen Gemeinden, u. a. zur Apostolischen Gemeinde des Saarlandes und zur Apostolischen Gemeinschaft in Düsseldorf, doch kam es zu keiner weiteren Zusammenarbeit oder gar zu einem Zusammenschluss. Nach dem Tod des Propheten Heubach 1990 folgte ihm W. Wittek. Rockenfelder jr. verstarb am 19. Dezember 2001. Sein Nachfolger wurde Apostel Roland Seyfer aus Walluf.

## Lehrveränderungen zur Neuapostolischen Kirche
Wie bereits angeführt, wurde das von der AG Wiesbaden als unbiblisch bewertete Stammapostelamt dort nicht installiert. Ferner versuchte sich die Apostolische Gemeinde an katholisch-apostolischen Lehren zu orientieren. Das sogenannte Vierfache Amt wurde wieder aufgerichtet. Allerdings verschob sich schon nahezu von Anfang an das Gewicht sehr stark auf das Prophetenamt. 
Auch das katholisch-apostolische Amt des „Engels“ (Gemeindebischof) wurde eingeführt. Das sog. Entschlafenenwesen wird stark betont.
Die NAK besitzt seit März 2012 einen eigenen Katechismus; Ihre Lehre hat sich also seit der Abspaltung der „Apostolischen Gemeinde“ weiterentwickelt. Um einigermaßen eine Einordnung zu ermöglichen, bezieht sich die Darstellung auf den Zeitpunkt der Abspaltung von der NAK. Die „Liturgie“ hat sich wenig verändert. Die Abspaltung erfolgte wohl nicht aufgrund auseinanderlaufender Lehrauffassungen; auch sind die Veränderungen kaum schlüssig theologisch zu erklären. Die nachfolgenden Veränderungspunkte stellen nur einen kleinen Teil der gesamten Lehre dar, dürften aber einen ersten Eindruck vermitteln.
Nach Auffassung der Apostolischen Gemeinde hat sich die Neuapostolische Kirche im Laufe ihrer Entwicklung „verweltlicht“ und kam ihrem Auftrag, die nahe bevorstehende Parusie Christi zu verkündigen, nicht mehr nach. So sieht man in ihr, das Bild aus Offenbarung 12 der Offenbarung des Johannes, die mit der Sonne bekleidete Frau, sich selbst hingegen als das zu entrückende „Knäblein“ (so im Wortlaut der Lutherbibel bis 1912). So nannte man die eigene Gemeinschaft anfangs auch „Knäblein-Gemeinde“.
1994 wurde ein Lehrbuch Unterweisungen in der Jesu- und Apostel-Lehre im Frage-und-Antwort-Stil  herausgegeben.

## Andere Sichtweise
Mit Wirkung vom 15. Januar 1985 entsprach der Stammapostel der Neuapostolischen Kirche (NAK), Hans Urwyler der Bitte des NAK-Apostels H.G. Rockenfelder, ihn von seinem Amt zu entbinden. So lautet eine offizielle Darstellung der Neuapostolischen Kirche. Gründe werden nicht genannt; vermutlich liegen diese im atmosphärischen Bereich. Damit dürfte die Gründung der Apostolischen Gemeinde e.V. Wiesbaden nicht als Abspaltung von der NAK verstanden werden, sondern als Neugründung unter Verwendung der NAK-Lehren mit geringfügigen Abwandlungen. Was nun tatsächlich der Grund für die Gründung der AG Wiesbaden war, ist noch nicht hinreichend dokumentiert. Die weiter unten beschriebene Entstehung geht zunächst von abweichenden Ansichten über die Lehre aus und leitet dann über auf einen Konflikt zwischen H.G. Rockenfelder mit dem neuen Bezirksapostel Saur. H.G. Rockenfelder scheint von seinem Dienst zeitweise suspendiert worden zu sein, woran er sich nicht gebunden fühlte. Den Grund im Bereich von unüberwindbaren Streitigkeiten in der Lehre zu suchen, scheint konstruiert zu sein. 

## Trennungen von der Apostolischen Gemeinde Wiesbaden

### Vereinigung Apostolischer Gemeinden – Stamm Levi
Die Vereinigung Apostolischer Gemeinden – Stamm Levi (VAGL) löste sich in den 1990er Jahren von der AG Wiesbaden. Diese hat trotz ähnlich klingendem Namen keine Verbindung zur Vereinigung Apostolischer Gemeinschaften (VAG). Die VAGL nahm am zweiten Treffen apostolischer Gemeinschaften teil, das auf Initiative des neuapostolischen Stammapostels Richard Fehr vom 16. bis 18. Mai 2001 in Zürich stattfand. Dort wurde sie durch Hans-Eduard Winter vertreten.
Winter selbst war früher Mitglied der Neuapostolischen Kirche gewesen, hatte sich zwischenzeitlich der Apostolischen Gemeinschaft e. V. Düsseldorf angeschlossen und war danach Mitglied des deutschen Flügels der Hersteld Apostolische Zendingkerk, bevor er sich H. G. Rockenfelders Apostolischer Gemeinde anschloss; zuletzt wurde er Mitglied der sich davon trennenden VAGL. Apostel der VAGL ist derzeit Thierry Clement, der 2002 Nachfolger von Apostel Olinger wurde.

### Apostolischer Gemeindebund
Der Apostolische Gemeindebund e. V. (AGB) ist eine weitere Abspaltung von der Apostolischen Gemeinde Wiesbaden. Zum AGB gehört unter anderem der sogenannte „Engel“ Bauer in Frankfurt. Zwischen AGB und VAGL bestehen anscheinend Kontakte.

### Vereinigung Apostolischer Gemeinden e. V.
Nach dem Tod von Rockenfelder jr. gab es eine weitere Trennung. Die Gemeinschaft mit dem Namen Vereinigung Apostolischer Gemeinden e. V. mit Sitz in Gießen wird von Apostel Arthur Ebert aus Wiesbaden geleitet. Diese Gemeinschaft hat nichts mit der ähnlich klingenden Vereinigung Apostolischer Gemeinschaften zu tun.